# Teodoro Correr

Stemma Correr

Teodoro Francesco Maria Gasparo Correr (Venezia, 12 dicembre 1750 – Venezia, 20 febbraio 1830) è stato un abate e collezionista d'arte italiano, fondatore del Museo Correr.

## Biografia
Teodoro Maria Francesco Gasparo nacque a Venezia nel 1750. Membro dell'antica famiglia patrizia veneziana, figlio di Giacomo di Teodoro e della nobile napoletana Anna Maria Petagno di Andrea dei principi di Trebisaccia, Teodoro era il primo di nove fratelli. All'età di 10 anni, venne mandato a scuola presso i Teatini di San Nicola da Tolentino, dove rimase per un solo anno, e poi a Murano, presso il collegio di San Cipriano dal quale uscì all'età di 21 anni nel 1771. Fin da giovane mostrò una grande passione per oggetti d'arte, cimeli e memorie legate a Venezia; vocazione questa almeno pari o addirittura superiore al disinteresse verso gli obblighi che la sua appartenenza al patriziato portava con sé. 
Compiuti i 25 anni, come d'obbligo per i patrizi veneziani, Teodoro Correr cominciò a ricoprire, suo malgrado, alcune magistrature minori: nel 1775 entrò in Maggior Consiglio e nello stesso anno fu eletto savio agli Ordini; nel 1776 fu provveditore alle Pompe; due anni dopo, oltre a essere nuovamente eletto savio agli Ordini, fu anche provveditore di Comun. Nel 1787 venne eletto per la carica di Podestà e Capitano di Treviso e immediatamente chiese e ottenne la dispensa da tale incarico. Nel 1788 fu quasi eletto Podestà procuratore a Verona. Il suo passaggio alle cariche pubbliche fu svogliato e di breve durata, tanto che, per evitare di ricevere altre mansioni politiche, nel 1789 vestì l'abito di abate. Anche quando, caduta la Repubblica di Venezia nel 1797, fu chiamato a prestare servizio nella Guardia Civica, egli vi rinunciò adducendo ragioni di salute, e per "resistere al violento stimolo di patriottismo" preferendo corrispondere un risarcimento in denaro (che verserà in rate mensili). 
Negli anni immediatamente successivi alla caduta della Serenissima Repubblica di Venezia e al conseguente sfaldamento dei privilegi millenari che avevano tenuto insieme tante ricchezze nei palazzi del patriziato si concentrò la sua più intensa attività di raccoglitore e collezionista: pur sempre dichiarandosi "di pochi mezzi", Correr acquistò (e scambiò) ogni genere di opera: dipinti, monete, antichità, bronzi, libri, manoscritti approfittando della generale politica di svendita, in patria e all'estero, di intere e antiche collezioni e biblioteche appartenute a prestigiose famiglie del patriziato repubblicano.
Dopo la scomparsa dei genitori, Teodoro ebbe modo di dedicarsi a tempo pieno agli studi eruditi. Ancora da giovane con impegno cominciò a costituire una raccolta di opere d'arte e di ogni sorta di cimeli e documenti legati alla storia di Venezia. L'attività collezionistica del nobile veneziano fu parecchio proficua. Il mercato antiquario dell'epoca offriva molto ed egli ebbe la fortuna di intrattenere rapporti sociali con esponenti di altre celebri famiglie, studiosi e mediatori, con cui scambiò non solo idee, ma anche materiale di ogni genere come dipinti, statue, maioliche, vetri, libri, incisioni, manoscritti, gemme, smalti armi, monete, medaglie e curiosità e pezzi di archeologia. I metodi usati da Teodoro Correr, per l'acquisto dei beni, non furono propriamente ortodossi: una certa equivocità circonda la sua persona, percepita e descritta come un usuraio e profittatore. 

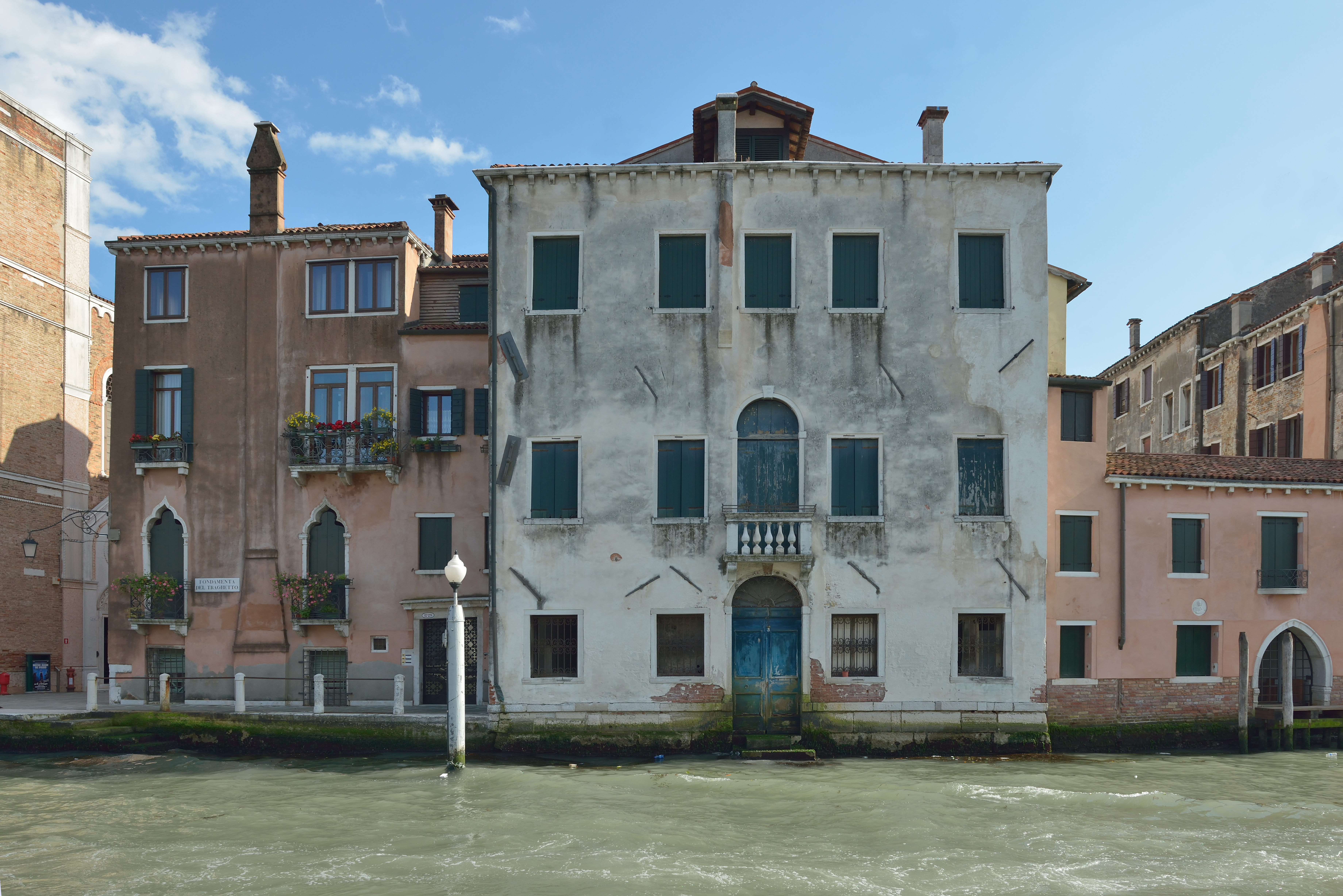
La casa di Teodoro Correr a San Zan Degolà, in seguito prima sede del Museo Correr

Gli ingenti acquisti andarono ad arricchire le stanze del suo palazzo di famiglia che si trova nella contrada di San Giovanni Decollato nel sestiere di Santa Croce. Di anno in anno, grazie a continue aggiunte, la sua raccolta andò sempre più ampliandosi di memorie storiche e artistiche, che permisero di dare vita a un complesso museale già a quel tempo di considerevoli dimensioni. 
Raggiunta una certa età, Teodoro si preoccupò circa il destino da dare alle sue amatissime e preziose collezioni, che andavano sempre più ingrandendosi di donazioni e contribuzioni: egli voleva garantire loro una più sicura perpetuità ed evitare che esse venissero smembrate, disperse o vendute dal fratello o dai nipoti. Nel suo testamento, datato 1 gennaio 1830, il patrizio veneziano dispose che "la sua casa di abitazione [...] vicina a S. Giovanni Decollato, ove conservasi il Museo, abbia quind'innanzi a prendere il nome di Raccolta Correr; che sia aperta a comodo del pubblico almeno due giorni per settimana" per rendere fruibile il suo patrimonio a studiosi, artisti e curiosi. Inoltre si preoccupò del futuro finanziario del neonato museo lasciando, oltre al Palazzo Correr che già conteneva la collezione, " tutta la sua facoltà mobile, immobile, azioni, ragioni, crediti abbiano a servire di patrocinio a questa sua Pubblica istituzione, ch'egli pone a tutela della Città di Venezia". 
Il legato Correr costituì il primo e più importante punto di partenza per la nascita delle Civiche raccolte d'arte di Venezia e pose le basi del complesso sistema museale odierno.
La ricchissima raccolta, nucleo fondante delle collezioni del moderno Museo Correr, dopo essere stata dapprima trasferita, nel 1879, nel contiguo Fondaco dei Turchi (oggi sede del Museo di Storia Naturale), fu poi spostata nel 1922 nell'ex Palazzo Reale (o Procuratie Nuove) di Piazza San Marco, che ne è rimasta da allora la sede.

## Principali opere della collezione Correr
- Bottega degli Embriachi, Cofanetto nuziale, metà XIV - inizio XV sec.
- Pisanello, Prima medaglia di Lionello d'Este, 1441
- Matteo de' Pasti, Medaglia di Sigismondo Pandolfo Malatesta e Castel Sismondo, 1446
- Giovanni Bellini, Trasfigurazione,1455-1460
- Giovanni Bellini, Crocifissione, 1455-1460 circa
- Cosmè Tura, Pietà, 1460
- Antonello da Messina, Cristo in pietà sorretto da tre angeli, 1474-1476
- Gentile Bellini, Ritratto del Doge Giovanni Mocenigo, 1480
- Vittore Carpaccio, Due dame veneziane, 1490
- Jacopo de' Barbari, Veduta di Venezia MD, primi anni del 1500
- Nicola da Urbino, Servizio di piatti maiolicato, 1515